# Sphaeroschwagerina
Sphaeroschwagerina es un género de foraminífero bentónico de la subfamilia Biwaellinae, de la familia Schwagerinidae, de la superfamilia Fusulinoidea, del suborden Fusulinina y del orden Fusulinida. Su especie tipo es Schwagerina sphaerica var. karnica. Su rango cronoestratigráfico abarca el Cisuraliense (Pérmico inferior).

## Discusión
Clasificaciones más recientes incluyen Sphaeroschwagerina en la superfamilia Schwagerinoidea, y en la subclase Fusulinana de la clase Fusulinata.

## Clasificación
Sphaeroschwagerina incluye a las siguientes especies:
- Sphaeroschwagerina changmeensis †
- Sphaeroschwagerina heshunensis †
- Sphaeroschwagerina karnica †
- Sphaeroschwagerina sphaerica †
  - Sphaeroschwagerina sphaerica gigas †
- Sphaeroschwagerina suprema †
- Sphaeroschwagerina visherensis †